# Thomas Hertel (Agrarwissenschaftler)
Thomas Warren Hertel (* 1953) ist ein US-amerikanischer Agrarökonom. Er ist Professor an der Purdue University.

## Leben
Hertel studierte Wirtschaftswissenschaften (B.A., 1976) an der University of North Carolina at Chapel Hill. Darauf folgte ein Master an der Woodrow Wilson School of Public and International Affairs und ein Ph.D. (1983) an der Cornell University. Seit 1983 ist er an der Purdue University.

## Arbeit
Hertels Forschungsgebiete sind die Auswirkungen globaler Handels- und Umweltpolitik. Er hat umfangreich zu den Auswirkungen multilateraler Handelsabkommen erforscht, unter anderem auf Armut. Zudem beschäftigt er sich mit den Folgen der Energie- und Klimapolitik für die globale Landnutzung und Armut.

## Veröffentlichungen (Auswahl)
- Thomas Hertel (Hrsg.): Global Trade Analysis: Modeling and Applications. Cambridge University Press, 1999. ISBN 0521643740.
- Thomas W. Hertel & L. Alan Winters (Hrsg.): Poverty and the WTO: Impacts of the Doha Development Agenda (PDF; 5,7 MB). Weltbank, 2005. ISBN 082136314X.
- Thomas Hertel, David Hummels, Maros Ivanic, Roman Keeney (2007): How confident can we be of CGE-based assessments of Free Trade Agreements? Economic Modelling 24: 611–635.